# Харчук, Борис Николаевич
Бори́с Никола́евич Харчу́к (укр. Борис Миколайович Харчук; 1983, Высокая Печь) — украинский военнослужащий, мастер-сержант, участник российско-украинской войны. Герой Украины (2022).   

## Биография
Борис Харчук родился в 1983 году в Высокой Печи Житомирской области. Окончил Житомирское профессионально-техническое училище № 15 по специальности «водитель-электрогазосварщик». В 2001 году проходил срочную службу в 1121-м учебном зенитном ракетном полку. С 2014 года принимал участие в боевых действиях на востоке Украины.
С начала полномасштабного вторжения России в Украину 24 февраля 2022 года активно участвует в боевых операциях. Под его руководством подразделения успешно выполняли боевые задачи, включая уничтожение вражеских сил и проведение засад. В июне 2022 года получил осколочные ранения и потерял треть левой руки.

## Награды
- Звание «Герой Украины» с удостоением ордена «Золотая Звезда» (14 октября 2022) — за личное мужество и героизм, проявленные в защите государственного суверенитета и территориальной целостности Украины, верность военной присяге[1].
- Орден «За мужество» II степени (11 апреля 2022) — за личное мужество и самоотверженные действия, проявленные в защите государственного суверенитета и территориальной целостности Украины[2].
- Орден «За мужество» III степени (7 марта 2019) — за личное мужество и самоотверженные действия, проявленные в защите государственного суверенитета и территориальной целостности Украины, верность военной присяге[3].